# Marloes Preuninger
Marloes Preuninger (Delft, 12 september 1981) is een Nederlands oud-korfbalster. Zij speelde haar volledige carrière bij Fortuna uit Delft en werd hiermee 2 keer Nederlands kampioen in de zaal. Ook was zij de vrouwelijke topscoorder van seizoen 2004-2005.
Bij Fortuna speelde ze samen met haar broer Joost Preuninger en zus Arline Preuninger. Ook was Marloes Preuninger een speelster van het Nederlands korfbalteam. In 2003 werd ze uitgeroepen tot Korfbalster van het Jaar.

## Fortuna
In 1997 debuteerde Preuninger op 16-jarige leeftijd in het eerste team van Fortuna.
Op dat moment kon Fortuna weer jong elan gebruiken, want de ploeg was in seizoen 1996-1997 uit de Hoofdklasse gedegradeerd. Preuninger debuteerde in de veldcompetitie, maar vlak voordat de zaalcompetitie begon kreeg ze een blessure. Ze scheurde haar kruisband en ze moest 10 maanden revalideren. Ondertussen had Fortuna zich in de zaal weer teruggeknokt naar het hoogste niveau.
In 1998-1999 kwam ze terug bij de selectie van het team, dat versterkt was met spelers zoals Barry Schep, Jennifer Tromp en Dennis Vreugdenhil.
De komende 2 seizoenen was Fortuna een middenmoot in de Hoofdklasse.
Vanaf 2001 veranderde dat. Fortuna werd in 2000-2001 1e in de Hoofdklasse A en speelde de kruisfinale tegen AKC Blauw-Wit. Fortuna verloor met 19-22.
In seizoen 2001-2002 eindigde Fortuna op de 2e plek in de Hoofdklasse A en speelde de kruisfinale tegen PKC. Fortuna verloor deze kruisfinale met 18-15.
In 2002-2003 brak Fortuna helemaal door. Het was wederom 1e geworden in de Hoofdklasse A en won dit maal de kruisfinale. In de kruisfinale werd Nic. verslagen met 18-12 en zodoende stond Fortuna in de landelijke finale in Ahoy. Daar trof het PKC. Fortuna won de finale met 23-17 en aan het eind van dit seizoen werd Preuninger uitgeroepen tot Korfbalster van het Jaar.
2004 was voor Preuninger ook een jaar met hoogtepunten. Eerst won Fortuna de Europacup tegen het Belgische AKC en Preuninger werd in het zaalseizoen topscoorder van Nederland. Ook in dit seizoen stond Fortuna in de zaalfinale en won het voor de tweede keer op rij.

## Blessure-leed
Na het behalen van de tweede zaaltitel op rij, ging het weer mis met Preuninger. Ze kreeg een zware knieblessure en ze moest 15 maanden revalideren. Ze kon pas terugkeren in seizoen 2006-2007.
In 2006-2007 was ze weer volledig terug en speelde ze alle 18 wedstrijden, maar Fortuna kwam net tekort. Het eindigde 5e en kon geen play-offs spelen. Het seizoen hierna was hetzelfde voor Preuninger en Fortuna. Ze speelde het volledige seizoen, maar Fortuna eindigde weer 5e en miste weer de play-offs.
Seizoen 2008-2009 was het laatste seizoen van Preuninger in Fortuna 1. Fortuna haalde de play-offs, maar verloren van DOS'46, de ploeg die uiteindelijk Nederlands kampioen werd. Preuninger stopte in 2009.
Uiteindelijk speelde Preuninger in 3 Korfbal League seizoenen, waarin ze 112 goals maakte.

## Erelijst
- Landskampioen zaal, 2x (2003 en 2004)
- Europacup winnaar, 2x (2004 en 2005)
- Beste Korfbalster van het Jaar, 1x (2003)

## Oranje
Preuninger speelde 21 officiële interlands voor het Nederlands korfbalteam. Van deze 21 caps speelde ze er 1 op het veld en 20 in de zaal.
Zo won ze met Oranje goud op het WK van 2003 en het EK van 2002